# اضطراب قصور صيانة الحمض النووي
اضطراب صيانة الحمض النووي هو حالة طبية بسبب انخفاض وظائف إصلاح الحمض النووي. 
يمكن أن تسبب عيوب إصلاح الحمض النووي بمرض الشيخوخة المتسارع أو زيادة خطر الإصابة بالسرطان، أو كليهما في بعض الأحيان. 

## عيوب إصلاح الحمض النووي والشيخوخة المتسارعة
توجد عيوب إصلاح الحمض النووي في كل حالات مرض الشيخوخة المتسارع تقريباً، الذي تشارك فيه مختلف الأنسجة، أجهزة أو أنظمة الجسم البشري العمر قبل الأوان. لأن أمراض الشيخوخة المتسارعة تظهر جوانب مختلفة من الشيخوخة، ولكن ليس كل جانب منها، فإنها تسمى غالبًا بروجيريا قطاعية من قبل علماء البيولوجيا الحيوية. 

### بعض الاضطرابات المرافقة لتسارع الشيخوخة
- ترنح توسع الشعيرات
- متلازمة بلوم
- متلازمة كوكايين
- فقر دم فانكوني
- بروجيريا (متلازمة هوتشينسون جيلفورد بروجيريا)
- متلازمة روثموند طومسون
- حثل كبريتي شعري
- متلازمة ويرنر
- جفاف الجلد المصطبغ

### تمييز عيوب إصلاح الحمض النووي عن «الشيخوخة المتسارعة»
معظم أمراض نقص إصلاح الحمض النووي تظهر درجات متفاوتة من «الشيخوخة المتسارعة» أو السرطان (غالباً ما يكون كلاهما). لكن إزالة أي جين ضروري لترميم استئصال القاعدة يقتل الجنين - يميت قبل ظهور أية أعراض (أعراض السرطان في حالات قليلة أو «الشيخوخة المتسارعة» غالباً). تظهر أعراض روثموند طومسون وأعراض جفاف الجلد المصطبغ أعراض تتسم بزيادة القابلية للإصابة بالسرطان، في حين أن متلازمة بروجيريا ورنر تُظهران معظم خصائص «الشيخوخة المتسارعة». غالبًا ما ينتج سرطان القولون والمستقيم الوراثي (HNPCC) عن وجود جين معيب لـ MSH2 يؤدي إلى إصلاح غير متطابق معيب، لكنه لا يظهر أي أعراض «للشيخوخة المتسارعة». من ناحية أخرى، تُظهر متلازمة كوكاين وضمود الحثل ثلاثي الظواهر بشكل رئيسي سمات الشيخوخة المتسارعة، لكن بدون زيادة خطر الإصابة بالسرطان. بعض عيوب إصلاح الحمض النووي تظهر كتحلل عصبي بدلاً من السرطان أو «الشيخوخة المتسارعة». (انظر أيضًا «نظرية تلف الحمض النووي للشيخوخة» لمناقشة الأدلة على أن تلف الحمض النووي هو السبب الأساسي للشيخوخة). 

### جدل حول «تسارع الشيخوخة»
يتساءل بعض أخصائيي علم الأحياء عن وجود شيء اسمه «الشيخوخة المتسارعة» بالفعل، على الأقل جزئيًا على أساس أن كل ما يسمى بأمراض الشيخوخة المتسارعة هي بروجيريا مقطعية. ترتبط العديد من حالات الأمراض مثل السكري وارتفاع ضغط الدم، وما إلى ذلك، بزيادة الوفيات. بدون علامات حيوية مؤكدة للشيخوخة، من الصعب دعم الادعاء بأن حالة المرض تمثل شيئًا أكثر من وفاة متسارعة.
مقابل هذا الموقف، يجادل علماء أحياء الآخرون بأن أنماط ظهور الشيخوخة المبكرة هي أعراض يمكن تحديدها بآليات التلف الجزيئي.  حقيقة أن هذه المظاهر المعترف بها على نطاق واسع تبرر تصنيف الأمراض ذات الصلة على أنها «شيخوخة متسارعة». مثل هذه الحالات، كما يجادلون، يمكن تمييزها بسهولة عن الأمراض الوراثية المرتبطة بزيادة الوفيات، ولكن لا ترتبط مع النمط الظاهري الشيخوخة، مثل التليف الكيسي وفقر الدم المنجلي. وجادلوا كذلك في أن النمط الظاهري للشيخوخة هو جزء طبيعي من الشيخوخة طالما أن التغير الوراثي يؤدي إلى زيادة خطر الإصابة ببعض الأمراض المرتبطة بالشيخوخة مثل السرطان ومرض الزهايمر.

## عيوب إصلاح الحمض النووي وزيادة خطر الإصابة بالسرطان
الأفراد الذين يعانون من قصور وراثي في القدرة على إصلاح الحمض النووي غالبا ما يكونون أكثر عرضة للإصابة بالسرطان. عندما تكون هناك طفرة في جين إصلاح الحمض النووي، فلن يتم التعبير عن ذلك الجين وتكوين البروتينات المرتبطة به والمسؤولة عن تنفيذ عمليات الصيانة. بالتالي تكون عمليات الصيانة ناقصة، ونتيجة لذلك، تتراكم الأضرار. يمكن أن تسبب أضرار الحمض النووي هذه أخطاء أثناء تخليق الحمض النووي مما يؤدي إلى حدوث طفرات، والتي قد يؤدي بعضها إلى الإصابة بالسرطان. الطفرات في إصلاح الحمض النووي التي تزيد من خطر الإصابة بالسرطان مسرودة في الجدول. 
| الجين إصلاح الحمض النووي | بروتين              | إصلاح مسارات تتأثر                                                                            | السرطان مع زيادة خطر |
| --- | ------------------- | --------------------------------------------------------------------------------------------- | --- |
| سرطان الثدي 1 و 2 | BRCA1 BRCA2         | HRR من فواصل مزدوجة حبلا والفجوات حبلا ابنة                                                   | الثدي، المبيض |
| ترنح توسع الشعريات | ماكينة الصراف الآلي | طفرات مختلفة في أجهزة الصراف الآلي تقلل من HRR ، SSA أو NHEJ                                  | سرطان الدم، سرطان الغدد الليمفاوية، الثدي                                                                                          |
| متلازمة نيميغن للكسر | NBS (NBN)           | NHEJ                                                                                          | سرطانات اللمفاوية |
| MRE11A | MRE11               | HRR و NHEJ                                                                                    | الثدي |
| متلازمة بلوم | BLM (مروحية)        | HRR                                                                                           | سرطان الدم، سرطان الغدد الليمفاوية، القولون، الثدي، الجلد، الرئة، القناة السمعية، اللسان، المريء، المعدة، اللوزتين، الحنجرة، الرحم |
| WRN | WRN                 | HRR ، NHEJ ، رقعة طويلة BER                                                                   | ساركوما الأنسجة الرخوة، القولون والمستقيم، الجلد، الغدة الدرقية، البنكرياس                                                         |
| RECQL4 | RECQ4               | من المحتمل أن تكون الهيليكيس نشطة في HRR                                                      | سرطان الخلايا القاعدية، سرطان الخلايا الحرشفية، سرطان داخل الجلد                                                                   |
| جينات فقر الدم بفانكوني FANCA، B، C، D1، D2، E، F، G، I، J، L، M، N                                                          | فانكا الخ           | HRR وTLS                                                                                      | سرطان الدم وأورام الكبد والأورام الصلبة العديد من المناطق                                                                          |
| XPC ، XPE (DDB2) | XPC ، XPE           | NER الجينومي العالمي، يصلح الضرر في كل من الحمض النووي المنقول وغير المنقول                   | سرطان الجلد (سرطان الجلد وغير سرطان الجلد)                                                                                         |
| XPA ، XPB ، XPD ، XPF ، XPG                                                                                                  | XPA XPB XPD XPF XPG | النسخ يقترن NER بإصلاح كتب خيوط الجينات النشطة transcriptionally                              | سرطان الجلد (سرطان الجلد وغير سرطان الجلد)                                                                                         |
| XPV (وتسمى أيضًا بوليميريز H)                                                                                                 | XPV (POLH)          | توليف Translesion (TLS)                                                                       | سرطانات الجلد (الخلايا القاعدية، الخلايا الحرشفية، سرطان الجلد)                                                                    |
| mutS (E. coli) homolog 2، mutS (E. coli) homolog 6، mutL (E. coli) homolog 1، زيادة الفصل ما بعد الانعصالي 2 (S. cerevisiae) | MSH2 MSH6 MLH1 PMS2 | MMR                                                                                           | القولون والمستقيم، بطانة الرحم |
| التماثل المتماثل (E. coli)                                                                                                   | MUTYH               | BER of A المقترنة بـ 8-oxo-dG                                                                 | القولون |
| TP53 | P53                 | دور مباشر في HRR، BER، NER والأعمال في استجابة الحمض النووي من التلف لتلك المسارات وNHEJ وMMR | الأورام اللحمية، سرطانات الثدي، أورام المخ، وسرطان الغدة الكظرية                                                                   |
| NTHL1 | NTHL1               | BER for Tg، FapyG، 5-hC، 5-hU in dsDNA                                                        | سرطان القولون، سرطان بطانة الرحم، سرطان الاثني عشر، سرطان الخلايا القاعدية                                                         |

## روابط خارجية
- BRCA - مراجعات رفيق وشروط البحث
- BRCA1 - مراجعات رفيق وشروط البحث
- BRCA2 - مراجعات رفيق وشروط البحث
- أجهزة الصراف الآلي - مراجعات رفيق وشروط البحث
- NBS1 - مراجعات رفيق وشروط البحث
- متلازمة بلوم - مراجعات الرفيق وشروط البحث
- فقر الدم Fanconi - مراجعات رفيق وشروط البحث
- WRN - مراجعات رفيق وشروط البحث
- مراجعات مصاحبة RECQ وشروط البحث[وصلة مكسورة]
- RECQL4 - مراجعات رفيق وشروط البحث[وصلة مكسورة]
- FANCJ - مراجعات رفيق وشروط البحث[وصلة مكسورة]
- FANCM - مراجعات رفيق وشروط البحث[وصلة مكسورة]
- FANCN - مرافقة مراجعات وشروط البحث[وصلة مكسورة]
- XPB - مراجعات الرفيق وشروط البحث[وصلة مكسورة]
- XPD - مرافقة مراجعات وشروط البحث[وصلة مكسورة]
- XPG - مراجعات رفيق وشروط البحث[وصلة مكسورة]
- MSH6 - مراجعات رفيق وشروط البحث[وصلة مكسورة]
- MUTYH - مرافقة مراجعات وشروط البحث[وصلة مكسورة]
- إصلاح الحمض النووي وعلم السموم - مرافقة مراجعات وشروط البحث
- ورثت الأورام - مرافقة مراجعات وشروط البحث
- تسرطن الأورام - مراجعات مصاحبة وشروط البحث
- بروجيريا قطاعية